# Somatometria
La Somatometria è la scienza che si occupa delle misurazioni e della comparazione delle forme anatomiche, sia in-vivo che post mortem, e comprende sia l'utilizzo di indici che di misure assolute. Viene adoperata nelle discipline biologiche, antropologiche, paleontologiche, ed in generale in tutte le scienze che tengono conto della misura e della forma delle regioni anatomiche.